# Aeluropus
Genre
Aeluropus , l'Élurope, est un genre de plantes monocotylédones de la famille des Poaceae, originaire de l'Ancien Monde.
Étymologie
Le nom générique « Aeluropus » dérive des termes grecs ailuros « chat », et pous « pied », référence à une allusion obscure.

## Liste d'espèces
Selon Catalogue of Life (16 juillet 2016) :
- Aeluropus badghyzi Tzvelev
- Aeluropus laciniatus Khodash.
- Aeluropus lagopoides (L.) Thwaites
- Aeluropus littoralis (Gouan) Parl.
- Aeluropus macrostachyus Hack.
- Aeluropus pilosus (H.L.Yang) S.L.Chen & X.L.Yang

Attention, selon Paleobiology Database (10 août 2016) Aeluropus Milne-Edwards, 1871 est considéré synonyme du genre Ailuropoda Milne-Edwards, 1870 (genre de mammifères de la famille des Ursidae, notamment du panda géant).
Selon Tropicos (16 juillet 2016) (Attention liste brute contenant possiblement des synonymes) :
- Aeluropus arabicus (Spreng.) Steud.
- Aeluropus badghyzi Tzvelev
- Aeluropus bombycinus Fig. & De Not.
- Aeluropus brevifolius (J. Koenig ex Willd.) Nees ex Asch. & Schweinf.
- Aeluropus concinnus Fig. & De Not.
- Aeluropus erythraeus (Terracciano) Mattei
- Aeluropus hirsutus Munro
- Aeluropus intermedius Regel
- Aeluropus korshinskyi Tzvelev
- Aeluropus laciniatus Khodash.
- Aeluropus lagopoides (L.) Trin. ex Thwaites
- Aeluropus littoralis (Gouan) Parl.
- Aeluropus longespicata Parsa
- Aeluropus macrostachyus Hack.
- Aeluropus massauensis Mattei
- Aeluropus mesopotamicus Nábĕlek
- Aeluropus micrantherus Tzvelev
- Aeluropus mucronatus (Forssk.) Asch.
- Aeluropus niliacus (Spreng.) Steud.
- Aeluropus pilosus (H.L. Yang) S.L. Chen & H.L. Yang
- Aeluropus pubescens Trin. ex Steud.
- Aeluropus pungens (M. Bieb.) K. Koch
- Aeluropus repens (Desf.) Parl.
- Aeluropus sinaicus Fig. & De Not.
- Aeluropus sinensis (Debeaux) Tzvelev
- Aeluropus sinkiangensis K. L. Chang
- Aeluropus smithii (Link) Steud.
- Aeluropus villosus Hook. f.